# Saxifraga italica
Saxifraga italica är en stenbräckeväxtart som beskrevs av David Allardyce Webb. Saxifraga italica ingår i Bräckesläktet som ingår i familjen stenbräckeväxter. Inga underarter finns listade i Catalogue of Life.